# آرنا (فیلم ۱۹۵۳)
آرنا (انگلیسی: Arena) فیلمی به کارگردانی ریچارد فلایشر است که در سال ۱۹۵۳ میلادی منتشر شد.

## بازیگران
- گیگ یانگ
- جین هیگن
- پالی برگن
- هری مورگان
- باربارا لارنس
- لی وان کلیف
- جرج والاس
- مارشال رید
- ریچارد فارنزورث
- ماری لارنس